# لورا أولدفيلد فورد
لورا أولدفيلد فورد (بالإنجليزية: Laura Oldfield Ford) هي رسامة بريطانية، ولدت في 1973 في هاليفاكس في المملكة المتحدة.